# 姉川
姉川（あねがわ）是流經滋賀縣北部，屬於淀川水系的一級河川。

## 地理
發源於滋賀縣米原市北部伊吹山地的新穗山（1,067公尺）向南流，在伊吹山之西轉向西流，之後在長濱市（舊・東淺井郡琵琶町）注入琵琶湖。

## 流域自治體
滋賀縣
米原市、長濱市（※包含舊・東淺井郡虎姬町、淺井町、琵琶町）

## 主要支流
- 草野川
- 高時川

## 歷史
1570年（元龜元年）、織田信長・徳川家康聯軍與淺井長政・朝倉義景聯軍發生姉川之戰（現在的長濱市三田町・野村町付近）。

## 關連項目
- 姉川號通報艦

1. ↑  「姉」為「姊」的異體字。